# Nadir Rüstəmli
Nadir Rüstəmli (Salyan, 1999. július 8. – ) azeri énekes, az azerbajdzsáni The Voice második évadának győztese. Ő képviseli Azerbajdzsánt a 2022-es Eurovíziós Dalfesztiválon, Torinóban a Fade to Black című dallal.

## Magánélete
Rüstəmli Salyanban született, 2005 és 2016 között a régió egyik középiskolájában tanult. 2016-ban felvételt nyert az Azerbajdzsáni Turisztikai és Menedzsment Egyetemre, ahol 2021-ben szerzett diplomát.

## Zenei karrierje
Iskolás évei alatt a Gulu Asgarov Zeneiskolában tanult szolfézst és zongorázott 7 éven keresztül. 2017-ben a részt vett egy országos diákversenyen, ahol második helyezést ért el, ahova 2019-ben ismét jelentkezett, melyet ezúttal meg is nyert. Ugyanebben az évben részt vett a bakui rendezésű Youthvision Nemzetközi Dalversenyen, ahol 21 ország indulója közül a második helyezést érte el. 2021-ben jelentkezett a The Voice azerbajdzsáni változatának második évadába, amit később sikerült megnyernie. A tehetségkutatóban mestere Eldar volt.
2022. február 16-án az azerbajdzsáni közszolgálati televízió bejelentette, hogy az énekes képviseli az országot az Eurovíziós Dalfesztiválon. Versenydalát március 21-én mutatják be. Érdekesség, hogy ez az ő dala lesz a dalfesztivál utolsóként bemutatott dala.
Az Eurovíziós Dalfesztiválon a dalt először a május 12-én rendezett második elődöntő első felében adta elő, ahol a tizedik helyen továbbjutott. Május 14-én a döntőben a tizenhatodik helyen végzett.

## Diszkográfia

### Kislemezek
- Fade to Black (2022)